# 合戦小屋
合戦小屋（かっせんごや 北緯36度23分37秒 東経137度43分37秒 / 北緯36.393578度 東経137.726948度）は、長野県安曇野市にある山小屋。
北アルプスの表銀座縦走コースの中房温泉と常念山脈を結ぶ合戦尾根にある。宿泊はできず、食事の提供、飲料等の販売を行っている。株式会社燕山荘が運営している。昭和39年に、山麓から合戦ケーブルが設置された。水場は無く、水はペットボトルでの販売となっている。簡易トイレの設置あり。

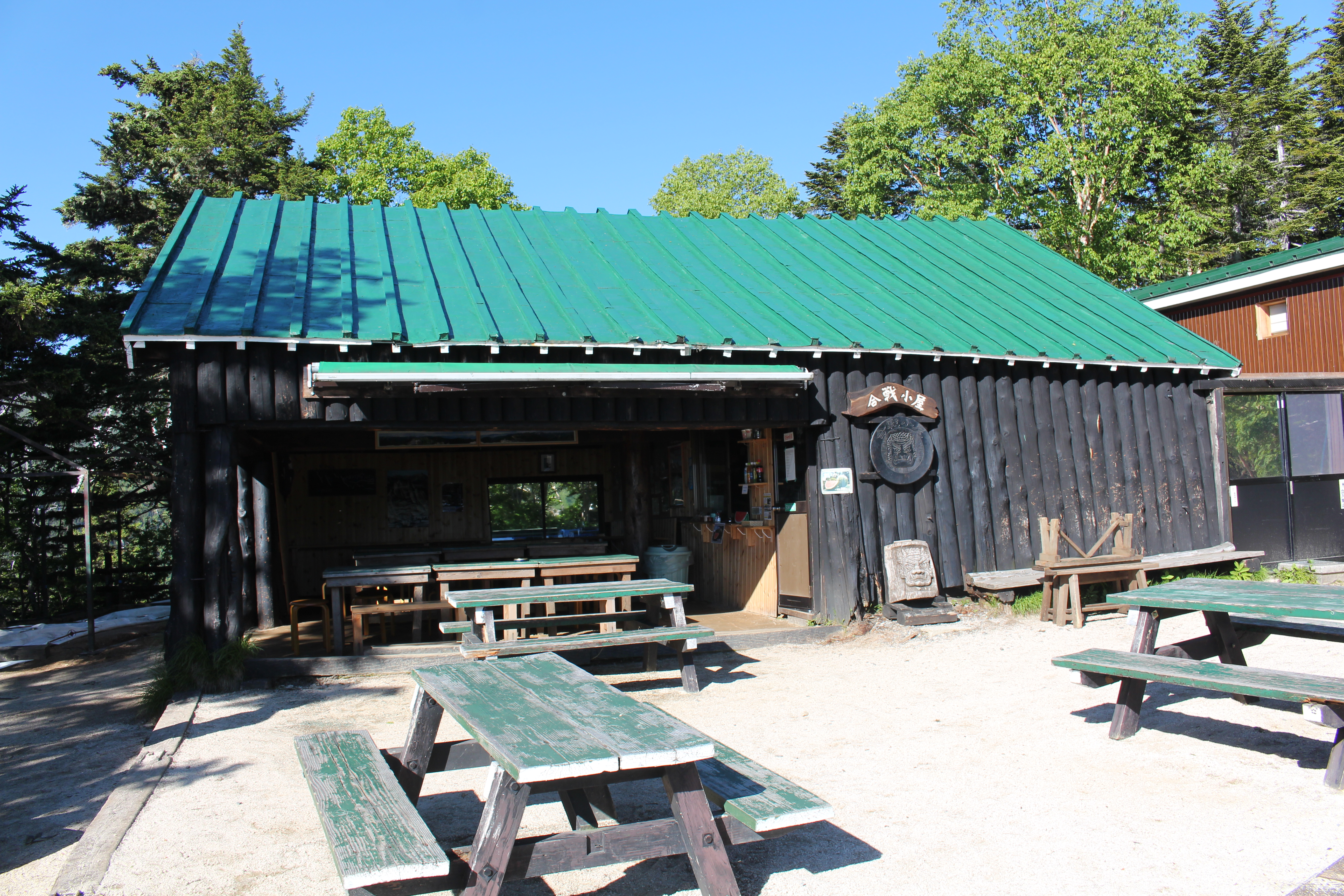
合戦小屋
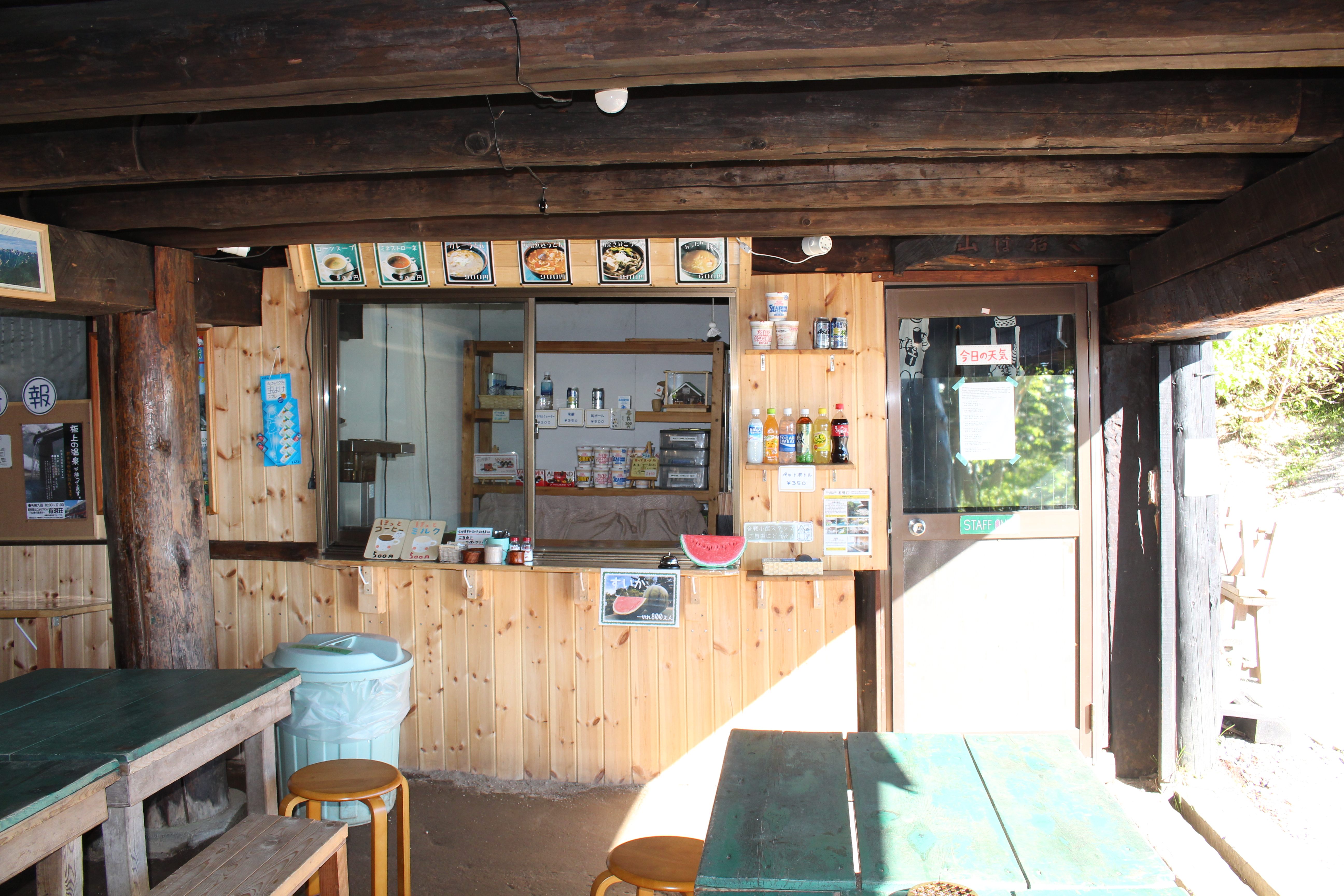
フロント
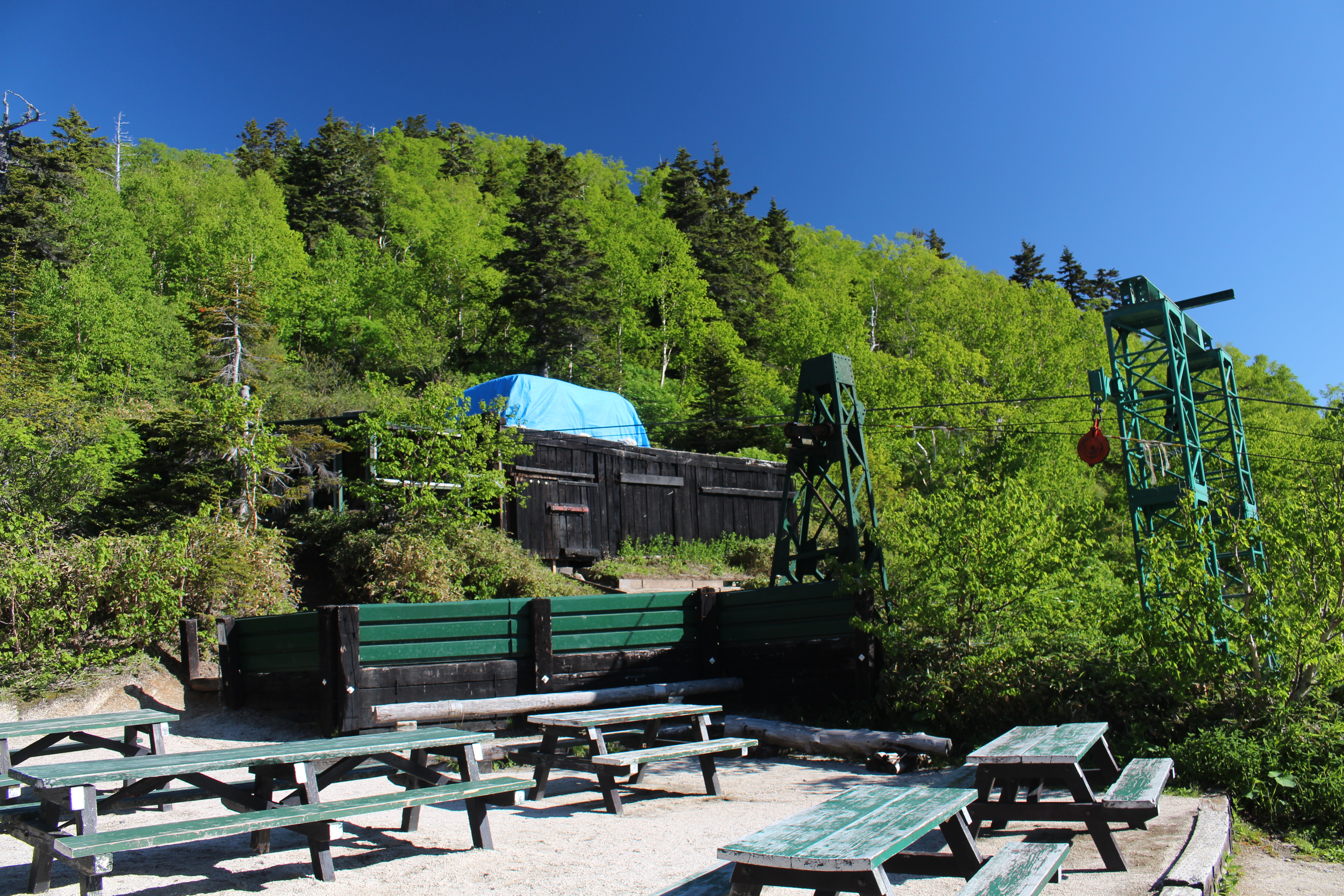
山麓からの荷揚げ用ケーブル